# Aek Latong
Aek Latong is een bestuurslaag in het regentschap Tapanuli Selatan van de provincie Noord-Sumatra, Indonesië. Aek Latong telt 520 inwoners (volkstelling 2010).